# Futuro antico VIII
Futuro Antico VIII - Trentino - Musica alla corte dei Principi Vescovi è un album di Angelo Branduardi, pubblicato il 17 giugno 2014.

## Il disco
Quest'album è l'ottavo capitolo del progetto "Futuro Antico"; presenta le musiche del Principato vescovile di Trento tra il 1400 ed il 1700.
Il progetto viene presentato al pubblico con un concerto a Trento, il 17 giugno 2014. L'album vede la partecipazione dell'Ensemble Scintille di Musica, che collabora con Branduardi da 12 anni.

## Tracce
1. Anonimo: Grates nunc omnes, dal Codice Tr 93 (strumentale)
2. Anonimo: Chi vuole lo mondo despresiare
3. Simon Gintzier: Ricercar Quinto per liuto (strumentale)
4. Antonio Scandello: Stanotte me sonnai 'na vidovella
5. Giovanni Pierluigi da Palestrina: Sicut cervus (strumentale)
6. Anonimi: Està la Reyna del cielo / Lauda del Castel Campo
7. Anonimo: O beata beatorum, dal Codice Tr 87 (strumentale)
8. Giovanni Pierluigi da Palestrina: Super flumina Babilonis (strumentale)
9. Anonimo: Laudo vinum, dal Codice Tr 92 (strumentale)
10. Anonimo trentino: Oggi è nato un bel bambino
11. Anonimo: Corrente per liuto (strumentale)
12. Anonimo: Il Campanaro (strumentale)
13. Antonio Scandello: Bona sera
14. Anonimo: La Arma (strumentale)
15. Anonimo: Balletto (strumentale)
16. Anonimo: Gagliarda e corrente (strumentale)
17. Matteo Coferati: Oggi è nato un bel bambino

## I musicisti

### Solista
- Angelo Branduardi, voce, violino

### EnsembleScintille di Musica
- Francesca Torelli, direzione, liuto
- Gian Andrea Guerra, Aki Takahashi, violini
- Stefano Vezzani, bombarda, flauti
- Marco Ferrari, flauti, bombarde, zampogna
- Rosita Ippolito, viola da gamba
- Luca Bandini, violone
- Maria Luisa Baldassari, cembalo
- Fabio Tricomi, viella, percussioni